# FC Dinamo București în sezonul 1981-1982
Sezonul 1981-82 este al 33-lea sezon pentru FC Dinamo București în Divizia A. Dinamo a dominat pe toate fronturile pe care a jucat obținând al 10-lea titlu de campioană a României și reușind pentru a doua oară în istorie eventul, prin câștigarea și a Cupei României, pentru a patra oară. În Cupa UEFA, Dinamo a reușit o calificare de prestigiu, în dauna echipei italiene Internazionale Milano, dar a părăsit competiția în turul trei, fiind eliminată de viitoarea câștigătoare a Cupei, IFK Göteborg, echipă antrenată de Sven-Göran Eriksson.

## Rezultate
| Divizia A | Divizia A          | Divizia A             | Divizia A | Divizia A |
| Etapa     | Data               | Adversar              | Stadion   | Rezultat  |
| --------- | ------------------ | --------------------- | --------- | --------- |
| 1         | 8 august 1981      | U Cluj                | deplasare | 1-2       |
| 2         | 15 august 1981     | ASA Târgu Mureș       | acasă     | 3-2       |
| 3         | 23 august 1981     | Jiul Petroșani        | deplasare | 2-2       |
| 4         | 29 august 1981     | Sportul Studențesc    | acasă     | 3-0       |
| 5         | 2 septembrie 1981  | Poli Timișoara        | acasă     | 3-0       |
| 6         | 5 septembrie 1981  | FC Constanța          | deplasare | 3-1       |
| 7         | 25 septembrie 1981 | FC Olt                | acasă     | 4-2       |
| 8         | 3 octombrie 1981   | CS Târgoviște         | deplasare | 1-1       |
| 9         | 14 octombrie 1981  | Steaua București      | deplasare | 0-0       |
| 10        | 17 octombrie 1981  | Chimia Râmnicu Vâlcea | acasă     | 1-0       |
| 11        | 25 octombrie 1981  | FC Argeș              | deplasare | 2-0       |
| 12        | 30 octombrie 1981  | SC Bacău              | acasă     | 4-1       |
| 13        | 15 noiembrie 1981  | U Craiova             | deplasare | 0-2       |
| 14        | 18 noiembrie 1981  | Progresul București   | deplasare | 3-1       |
| 15        | 21 noiembrie 1981  | UTA                   | acasă     | 2-1       |
| 16        | 29 noiembrie 1981  | Corvinul Hunedoara    | deplasare | 1-2       |
| 17        | 5 decembrie 1981   | FCM Brașov            | acasă     | 2-0       |
| 18        | 28 februarie 1982  | U Cluj                | acasă     | 3-0       |
| 19        | 7 martie 1982      | ASA Târgu Mureș       | deplasare | 0-1       |
| 20        | 14 martie 1982     | Jiul Petroșani        | acasă     | 2-1       |
| 21        | 20 martie 1982     | Sportul Studențesc    | deplasare | 1-1       |
| 22        | 28 martie 1982     | Poli Timișoara        | deplasare | 0-2       |
| 23        | 3 aprilie 1982     | FC Constanța          | acasă     | 4-0       |
| 24        | 7 aprilie 1982     | FC Olt                | deplasare | 0-3       |
| 25        | 10 aprilie 1982    | CS Târgoviște         | acasă     | 3-0       |
| 26        | 18 aprilie 1982    | Steaua București      | acasă     | 2-1       |
| 27        | 24 aprilie 1982    | Chimia Râmnicu Vâlcea | deplasare | 0-0       |
| 28        | 5 mai 1982         | FC Argeș              | acasă     | 1-0       |
| 29        | 23 mai 1982        | SC Bacău              | deplasare | 1-1       |
| 30        | 29 mai 1982        | U Craiova             | acasă     | 4-0       |
| 31        | 2 iunie 1982       | Progresul București   | acasă     | 2-0       |
| 32        | 5 iunie 1982       | UTA                   | deplasare | 0-0       |
| 33        | 9 iunie 1982       | Corvinul Hunedoara    | acasă     | 3-2       |
| 34        | 12 iunie 1982      | FCM Brașov            | deplasare | 1-2       |

| Câștigătorii Diviziei A, ediția 1981-82 |
| --------------------------------------- |
| Dinamo București Al Zecelea Titlu       |

| Cupa României | Cupa României    | Cupa României      | Cupa României | Cupa României |
| Etapa         | Data             | Adversar           | Stadion       | Rezultat      |
| ------------- | ---------------- | ------------------ | ------------- | ------------- |
| șaisprezecimi | 2 decembrie 1981 | Cimentul Medgidia  | deplasare     | 4-1           |
| optimi        | 31 martie 1982   | FC Constanța       | Ploiești      | 1-0           |
| sferturi      | 26 mai 1982      | Corvinul Hunedoara | Brașov        | 4-3           |
| semifinale    | 16 iunie 1982    | Gloria Bistrița    | Brașov        | 1-0           |
| finala        | 20 iunie 1982    | FC Baia Mare       | București     | 3-2           |

| Câștigătorii Cupei României, ediția 1981-82 |
| ------------------------------------------- |
| Dinamo București Al Patrulea Trofeu         |

| Legendă    |
| ---------- |
| victorie   |
| egal       |
| înfrângere |

## Finala Cupei României
| 20 iunie 1982 17:00 | Dinamo București                              | 3 – 2 | FC Baia Mare                                            | Stadionul 23 August, București Spectatori: 15.000 Arbitru: Sever Drăgulici (Turnu Severin) |
| 20 iunie 1982 17:00 | Pompiliu Iordache 43' Dudu Georgescu 58', 63' |       | Constantin Dragomirescu 48' Alexandru Koller 48' (pen.) | Stadionul 23 August, București Spectatori: 15.000 Arbitru: Sever Drăgulici (Turnu Severin) |

| DINAMO:           |                   |
|                   |                   |
| P                 | Dumitru Moraru    |
| F                 | Ion Marin         |
| F                 | Cornel Dinu       |
| F                 | Adrian Bumbescu   |
| F                 | Teofil Stredie    |
| M                 | Gheorghe Mulțescu |
| M                 | Dudu Georgescu    |
| M                 | Alexandru Custov  |
| A                 | Pompiliu Iordache |
| A                 | Florea Văetuș     |
| A                 | Costel Orac       |
| Antrenor:         |                   |
| Valentin Stănescu |                   |

| FC BAIA MARE: |                         |     |
|               |                         |     |
| P             | Vasile Moldovan         |     |
| F             | Imre Szepi              |     |
| F             | Miron Borz              |     |
| F             | Ioan Tătăran            |     |
| F             | Alexandru Koller        |     |
| M             | Cristian Ene            |     |
| M             | Radu Pamfil             |     |
| A             | Marin Sabău             |     |
| A             | Constantin Dragomirescu |     |
| A             | Viorel Buzgău           | 65' |
| A             | Adalbert Rozsnai        |     |
| Înlocuiri:    |                         |     |
| A             | Vasile Caciureac        | 65' |
| Antrenor:     |                         |     |
| Paul Popescu  |                         |     |

## Cupa UEFA
Turul întâi
| 16 septembrie 1981 | Dinamo București                          | 3 – 0 | Levski Spartak Sofia | Stadionul Dinamo, București Spectatori: 13.000 Arbitru: Tokat (Turcia) |
| 16 septembrie 1981 | Dudu Georgescu 13', 40' Marin Dragnea 37' |       |                      | Stadionul Dinamo, București Spectatori: 13.000 Arbitru: Tokat (Turcia) |

| 29 septembrie 1981 | Levski Spartak Sofia | 2 – 1 | Dinamo București  | Stadionul Vasil Levski, Sofia Spectatori: 17.000 Arbitru: Asimzade (URSS) |
| 29 septembrie 1981 | Kurdov 12', 35'      |       | Ionel Augustin 7' | Stadionul Vasil Levski, Sofia Spectatori: 17.000 Arbitru: Asimzade (URSS) |

Dinamo s-a calificat mai departe cu scorul general de 4-2.
Turul al doilea
| 21 octombrie 1981 | Internazionale Milano | 1 – 1 | Dinamo București     | Stadionul Giuseppe Meazza, Milano Spectatori: 40.000 Arbitru: Konrath (Franța) |
| 21 octombrie 1981 | Pasinato 24'          |       | Alexandru Custov 39' | Stadionul Giuseppe Meazza, Milano Spectatori: 40.000 Arbitru: Konrath (Franța) |

| 4 noiembrie 1981 | Dinamo București                                        | 3 – 2 (d.p.) | Internazionale Milano      | Stadionul Dinamo, București Spectatori: 22.000 Arbitru: Schoeters (Belgia) |
| 4 noiembrie 1981 | Dudu Georgescu 30' Ionel Augustin 101' Costel Orac 107' |              | Altobelli 47' Prohaska 97' | Stadionul Dinamo, București Spectatori: 22.000 Arbitru: Schoeters (Belgia) |

Dinamo s-a calificat mai departe cu scorul general de 4-3.
Turul al treilea
| 22 noiembrie 1981 | IFK Goteborg                          | 3 – 1 | Dinamo București      | Stadionul Ullevi, Goteborg Spectatori: 10.000 Arbitru: Roth (RFG) |
| 22 noiembrie 1981 | Tommy Holmgren 26' T.Nilsson 31', 52' |       | Gheorghe Mulțescu 75' | Stadionul Ullevi, Goteborg Spectatori: 10.000 Arbitru: Roth (RFG) |

| 9 decembrie 1981 | Dinamo București | 0 – 1         | IFK Goteborg | Stadionul Dinamo, București Spectatori: 20.000 Arbitru: Mulder (Olanda) |
| 9 decembrie 1981 |                  | T.Nilsson 23' |              | Stadionul Dinamo, București Spectatori: 20.000 Arbitru: Mulder (Olanda) |

IFK Goteborg s-a calificat mai departe cu scorul general de 4-1.

## Echipa
Portari: Constantin Eftimescu (6 meciuri / 0 goluri), Dumitru Moraru (31/0).
Fundași: Adrian Bumbescu (23/0), Cornel Dinu (29/0), Gheorghe Dumitrescu (3/0), Ion Marin (30/0), Ion Mărginean (6/1), Teofil Stredie (25/2), Nelu Stănescu (28/0), Nicușor Vlad (9/1).
Mijlocași: Ionel Augustin (31/7), Alexandru Custov (31/6), Marin Dragnea (23/7), Laurențiu Moldovan (6/0), Gheorghe Mulțescu (26/9).
Atacanți: Dudu Georgescu (24/11), Pompiliu Iordache (15/1), Costel Orac (32/9), Cornel Țălnar (30/2), Florea Văetuș (13/5), Dorel Zamfir (9/0).